# Matej Vozár
Matej Vozár (* 5. května 1994, Trenčín) je slovenský fotbalový brankář, který působí v klubu FK AS Trenčín.

## Klubová kariéra
Matej Vozár je odchovanec klubu FK AS Trenčín. V roce 2012 odešel z juniorky Trenčína na hostování s opcí na přestup do italského týmu Spezia Calcio, který s hráčem po sezóně podepsal smlouvu. V únoru 2015 se po skončení smlouvy vrátil do Trenčína, kde podepsal roční smlouvu s opcí na prodloužení.

## Reprezentační kariéra
Matej Vozár byl členem slovenské reprezentace do 17 let.